# Воронин, Геннадий Анатольевич
Геннадий Анатольевич Воро́нин (1946—2011) — советский киноактёр, кинорежиссёр и сценарист.

## Биография
Родился 10 января 1946 года.
В 1974 году окончил Дальневосточный педагогический институт искусств (театральный факультет), а в 1982 году — Высшие курсы сценаристов и режиссёров (режиссёрское отделение, мастерская В. А. Грамматикова). Режиссёр-постановщик и автор игровых фильмов.
В 1992—1993 годы работал на телеканале РТР художественным руководителем телепередачи «Парламентский час».

После политического кризиса начала 1990-х годов в России и в результате его экономических последствий остался без работы. Подрабатывал «частным извозом» и коммерцией, долго болел.
Жена — актриса Людмила Зайцева, с которой он прожил более 30 лет. Дочь Василиса Воронина — актриса кино и дубляжа, известна по роли следователя, лейтенанта Марии Крыловой в сериале «Глухарь 2».
Скончался 23 июня 2011 года в Москве. Похоронен на Перепечинском кладбище.

## Фильмография

### Актёр
- 1981 — Праздники детства — Павел
- 1982 — Варварин день — Павел Жданов
- 1984 — Егорка — командир корабля, капитан II ранга
- 1991 — Клан — Овчинников
- 1991 — Мигранты — милиционер

### Режиссёр
- 1986 — Баллада о старом оружии
- 1986 — Мостик (в составе киноальманаха «Мостик»)
- 1987 — Два берега
- 1990 — Мария Магдалина

### Сценарист
- 1986 — Мостик (в составе киноальманаха «Мостик»)
- 1987 — Два берега
- 1987 — Причалы
- 1990 — Мария Магдалина